# デヴィ (AV女優)
デヴィ（1979年1月26日 - ）は、タレント・AV女優・ストリッパー・DJ・歌手などの活動を行った人物。出身地は神奈川県もしくは東京都とされる。恋愛バラエティ番組『あいのり』に出演後、AV女優に転向した。

## 略歴
高校ではバスケットボールに打ち込み、日本体育大学へ進学したが、のちに中退した。その後オーディションを経て、2000年8月からフジテレビ系列の恋愛バラエティ番組『あいのり』に阿部美弥子（あべ みやこ）ことデヴィとして出演した。出演期間は放映第39回から第48回までで、参加旅行先はブルガリア、ギリシャ、イタリア、フランスである。
2001年9月、写真週刊誌『フライデー』のヌードグラビアページに登場し、同時に『あいのり』のやらせ演出と、番組スタッフから受けた性的虐待を暴露した。同年12月にはAV女優に転身して『わるのり』というアダルトビデオ作品でデビューした。
2005年5月に愛知万博の会場内ロープウェイ『キッコロ・ゴンドラ』の中でAV撮影をしたとして、同年9月に撮影スタッフらと共に軽犯罪法違反容疑で書類送検された。この件については、複数の取材に対して世間を騒がせたことを反省する旨を述べている。2006年には東京スポーツ主催の『第6回ビートたけしのエンターテインメント賞』で主演AV女優賞を受賞している。
AV出演と並行して2002年頃からストリッパーとしても活動し、2003年にはストリッパーとして『実話スーパー』誌のインタビューを受けている。また2007年・2012年の報道によれば、MIYAあるいはDJ MIYAという名義でDJや歌手や占い師としても活動していた。
2014年12月に映像コンテンツ権利処理機構と連絡が取れない映像作品の出演者として登録されている。

## 出演作品

### アダルトビデオ
- わるのり デヴィ[4][5][6][9]（2001年12月31日、KUKI）
- ほか多数

### 映画
- THE RACHI 踊れ! 監禁ダンス[6][19]（2002年）

### テレビドラマ
- 特命係長 只野仁 - 第1シーズン第8話（2003年8月29日放送） - 「デビィ」名義[18][20]

### 写真集
- デヴィ（モデル）、鯨井康雄（撮影）『T-GIRL: DEVI'S INDECENT PHOTOGRAPHS COLLECTION』三和出版〈SANWA MOOK〉、2003年4月。ISBN 4883569659。[7][8]

## 受賞歴
- 第6回(2006年)ビートたけしのエンターテインメント賞主演AV女優賞[15][16]